# Francesco Carletti
Francesco Carletti (1573-1636) fue un escritor, viajero y comerciante italiano, un florentino recordado por haber sido el primer occidental del que se tiene constancia de que fue el primer viajero privado que circunnavegó el mundo (1594 a 1602).
Junto a su padre, Antonio Carletti, comerciante de profesión, zarparon hacia las islas de Cabo Verde con la intención de adquirir esclavos africanos para su posterior venta en las Indias Occidentales. Su viaje les llevó a Panamá, México, Colombia, Perú y Nuevo México antes de navegar desde Acapulco hasta las Filipinas. Allí, en la isla de Luzón, permanecieron durante un año.
Posteriormente, se trasladaron a Japón y luego a China, donde en 1598, Antonio falleció. Francisco, ahora en solitario, se dirigió a la India, llegando a Goa, la capital de las posesiones portuguesas en Asia. Allí decidió finalmente regresar a Italia, cargando todas sus mercancías en un buque portugués. Sin embargo, en la isla de Santa Elena, buques neerlandeses le atacaron y saquearon.
Regresó a Florencia sin su riqueza acumulada, siendo acogido por el gran duque Fernando I de Médici, quien lo había apoyado en su viaje. Francisco documentó sus experiencias en doce discursos, los Ragionamenti [Razonamientos], dedicados al monarca toscano.
Se cree que la fabricación del chocolate llegó a Italia en 1606 gracias a él, que proporcionó las primeras referencias a la elaboración del chocolate por parte de los indígenas americanos (semillas de cacao tostadas, agua y azúcar) y, sobre todo, a la existencia de cacao solidificado en cuadraditos, que servía para ser transportado en los viajes como provisión, y que, si era necesario, se disolvía en agua.

## Obra
- Francesco Carletti: Ragionamenti di Francesco Carletti Fiorentino sopra le cose da lui vedute ne’ suoi viaggi si dell’ Indie Occidentali, e Orientali Come d’altri Paesi.

### Traducciones
- Francesco Carletti: Reise um die Welt 1594 : Erlebnisse eines Florentiner Kaufmanns. Aus d. Italien. übertr. von Ernst Bluth. Herrenalb/Schwarzwald: Erdmann, 1966.
- Francesco Carletti: My Voyage Around the World, Random House, Nueva York, 1964.